# 펠리피 아우메이다 우
펠리피 아우메이다 우(포르투갈어: Felipe Almeida Wu, 1992년 6월 11일 ~ )는 중국계 브라질인 남자 사격 선수이다.